# Sooronbay Jeenbekov
Pour les articles homonymes, voir Jeenbekov.
Sooronbay Jeenbekov (kirghize : Сооронбай Жээнбеков), né le 16 novembre 1958 à Biy Mirza dans la RSS kirghize, est un homme d'État kirghize. Il est Premier ministre de 2016 à 2017 et président de la République de 2017 à 2020.

## Biographie

### Jeunesse et formation
Sooronbay Jeenbekov est né à Biy-Myrza, dans la région d'Och, le 16 novembre 1958. Son père, Charif, est un exploitant de ferme collective alors que sa mère est femme au foyer. Jeenbekov est le troisième de neuf enfants. Il étudie à l'Académie kirghize de l’agriculture, où il obtient un diplôme en génie zoologique. En 2003, après avoir repris des études, il décroche un diplôme en comptabilité de l'Université nationale agraire du Kirghizistan.

### Parcours politique
Il est élu député en 1996. Il le reste jusqu'en 2007, quand il est nommé ministre de l'Agriculture. En 2010, il devient gouverneur d'Och.

#### Premier ministre
Il est Premier ministre d'avril 2016 à août 2017, fonction dans laquelle il apparaît effacé auprès d'Almazbek Atambaev. Il démissionne pour participer à l'élection présidentielle de 2017.

#### Élection présidentielle de 2017
L'élection présidentielle se déroule le 15 octobre 2017. De par sa nature libre, dénué de candidat connu à l'avance assuré de l'emporter, et de la possibilité réelle d'un recours à un second tour, ce scrutin est considéré comme sans précédent parmi les anciennes républiques soviétiques d'Asie centrale. Sooronbay Jeenbekov l'emporte au premier tour avec près de 54,75 % des suffrages.
Peu charismatique et inconnu avant son accession à la tête du gouvernement, Jeenbekov remporte le scrutin grâce au soutien de l'administration sortante et des médias.

#### Président de la République

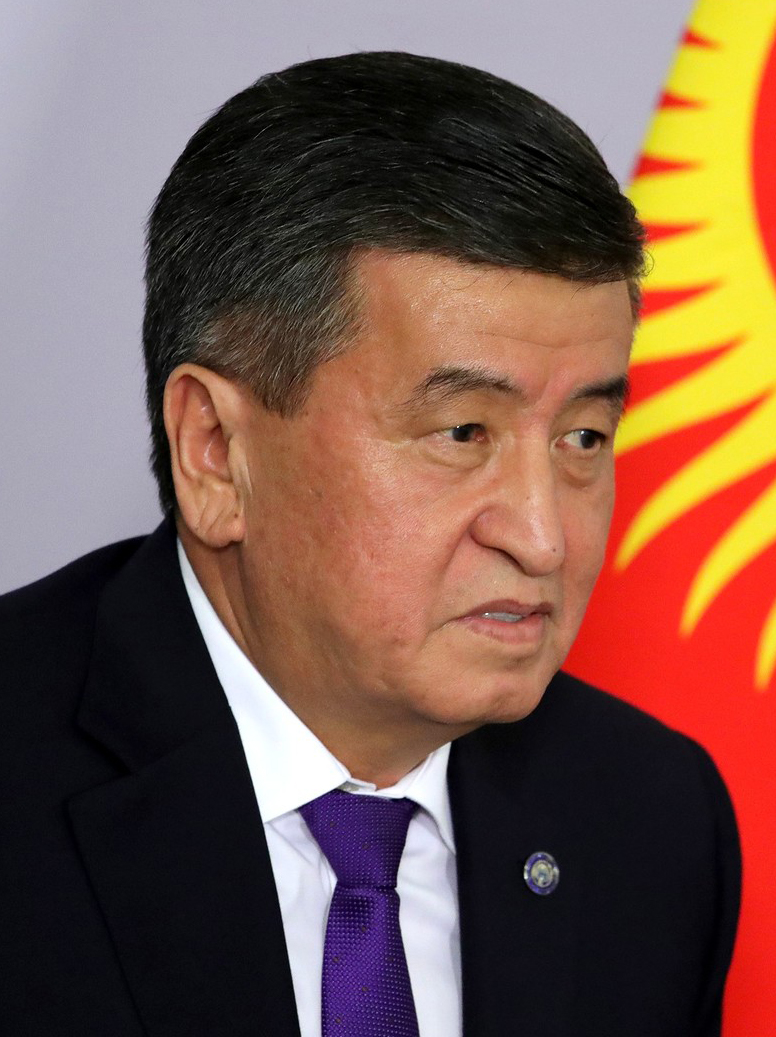
Le président Sooronbay Jeenbekov en 2018.

Il prête serment et entre en fonction le 24 novembre 2017 pour un mandat de six ans.

##### Chute du gouvernement Isakov
Le 20 avril 2018, le gouvernement du Premier ministre Sapar Isakov, au pouvoir depuis août 2017, est renversé par le Parlement. Ce renvoi complète une série de changements politiques remplaçant des alliés d'Atambaev par des politiciens loyaux à Jeenbekov. Il s'agissait alors du premier vote de la sorte de l'histoire du pays. Au total, son mandat dure environ huit mois. Muhammetkaly Abulgazev succède rapidement à Isakov, lui qui avait servi comme premier vice-Premier ministre dans le gouvernement de Sooronbay Jeenbekov et donc considéré comme plus proche du nouveau président. Isakov clame par la suite que son renvoi et sa subséquente arrestation sont politiques et lui au renvoi de Raïymbek Matraimov[pas clair]et lui au renvoi de Raïymbek Matraimov lors du dernier jour du mandat d'Almazbek Atambaev.

##### Conflit avec Almazbek Atambaev
Peu après son départ du pouvoir, Atambaev tente de continuer d'exercer le pouvoir dans l'ombre depuis sa résidence personnelle. Il critique ainsi de plus en plus violemment son successeur, dont il devient le rival. Atambaev voit en juin 2019 son immunité levée pour des accusations de corruption.
Le 8 août 2019, les forces spéciales arrêtent Atambaev, après un second assaut. Dénonçant des « accusations sans fondement », il promet de saisir la justice internationale. Le 13 août, le chef du service national de sécurité affirme lors d'une conférence de presse qu'il préparait un coup d'État.

##### Manifestations de 2020 et démission
Les résultats des élections législatives kirghizes d'octobre 2020, entachés d'irrégularités, voient la victoire de trois partis soutenant le président Sooronbay Jeenbekov, qui obtiennent 107 sièges sur 120, dans un contexte d'accusations de fraude électorale et d'achat massif de voix. Ces résultats débouchent sur des manifestations dans les principales villes du pays au cours desquelles les manifestants prennent le Parlement, les bâtiments de l'administration présidentielle et le siège du gouvernement, puis libèrent plusieurs opposants dont Almazbek Atambaev, l'ancien Premier ministre Sapar Isakov ou encore Sadyr Japarov.
Les manifestants réclament la démission du chef de l'État et la tenue de nouvelles élections. Le 6 octobre, affirmant que la situation est « sous contrôle », Jeenbekov annonce avoir demandé à la commission électorale d'examiner les plaintes pour irrégularités, voire d'annuler le scrutin, ce qu'elle fait le jour même. 
Dans la soirée, le Premier ministre sortant Koubatbek Boronov démissionne. Sadyr Japarov est ensuite élu formellement Premier ministre par intérim par le Parlement. Sa nomination est cependant contestée par le Conseil de coordination, proche d'Atambaev.
Le 8 octobre, alors que le président demeure introuvable, une partie des députés lancent une procédure de destitution. Après avoir exclu de démissionner, il en accepte le principe à condition qu'un nouveau gouvernement soit approuvé. Le 14 octobre, après l'approbation du gouvernement de Sadyr Japarov, il annonce qu'il ne quittera son poste qu'après la tenue des nouvelles élections législatives. Sous la pression du Premier ministre, il démissionne finalement le lendemain,. Dans la soirée du 15 octobre, arguant que le président du Parlement a décliné le poste, Japarov annonce assurer l'intérim à la tête de l'État.

### Après la présidence
Au lendemain de sa démission, il se rend au Parlement en compagnie de son successeur par intérim pour proposer des législatives en décembre.
Le 28 janvier 2021, il assiste à l'investiture de son successeur Sadyr Japarov.